# Selección masculina de hockey sobre hierba de Irlanda
La selección masculina de hockey sobre hierba de Irlanda es el equipo masculino de hockey sobre hierba que representa a Irlanda en los torneos de selecciones nacionales.

## Resultados

### Juegos Olímpicos
- Londres 1908]: Plata
- Río de Janeiro 2016: 10.º

### Campeonato mundial
- Buenos Aires 1978: 12.º
- Lahore 1990: 12.º
- Bhubaneswar 2018: 14.º

### Campeonato Europeo
- Bruselas 1970: 9.º
- Madrid 1974: 11.º
- Hanover 1978:8.º
- Amstelveen 1983: 10.º
- Moscú 1987: 6.º
- París 1991: 7.º
- Dublín 1995: 5.º
- Padua 1999: 11.º
- Barcelona 2003: 9.º
- Leipzig 2005: sin participación
- Mánchester 2007: 7.º
- Amstelveen 2009: sin participación
- Mönchengladbach 2011: 5.º
- Boom 2013: 6.º
- Londres 2015:  Bronce
- Amstelveen 2017: 6.º
- Amberes 2019: 8.º
- Amstelveen 2021: sin participación

### Hockey Pro League
- 2023-24: torneo en curso